# Larré (Orne)
Larré és un municipi francès situat al departament de l'Orne i a la regió de Normandia. L'any 2007 tenia 407 habitants.

## Demografia

### Població
El 2007 la població de fet de Larré era de 407 persones. Hi havia 154 famílies de les quals 28 eren unipersonals (12 homes vivint sols i 16 dones vivint soles), 51 parelles sense fills, 63 parelles amb fills i 12 famílies monoparentals amb fills.
La població ha evolucionat segons el següent gràfic:
Habitants censats

### Habitatges
El 2007 hi havia 161 habitatges, 154 eren l'habitatge principal de la família i 7 estaven desocupats. 159 eren cases i 2 eren apartaments. Dels 154 habitatges principals, 135 estaven ocupats pels seus propietaris, 14 estaven llogats i ocupats pels llogaters i 5 estaven cedits a títol gratuït; 3 tenien dues cambres, 7 en tenien tres, 39 en tenien quatre i 105 en tenien cinc o més. 120 habitatges disposaven pel capbaix d'una plaça de pàrquing. A 56 habitatges hi havia un automòbil i a 95 n'hi havia dos o més.

### Piràmide de població
La piràmide de població per edats i sexe el 2009 era:
| Homes | Edats   | Dones |
| ----- | ------- | ----- |
| 0     | 95 o +  | 4     |
| 0     | 90 a 94 | 0     |
| 0     | 85 a 89 | 0     |
| 0     | 80 a 84 | 0     |
| 12    | 75 a 79 | 4     |
| 12    | 70 a 74 | 8     |
| 0     | 65 a 69 | 12    |
| 0     | 60 a 64 | 4     |
| 4     | 55 a 59 | 8     |
| 12    | 50 a 54 | 16    |
| 24    | 45 a 49 | 24    |
| 16    | 40 a 44 | 8     |
| 24    | 35 a 39 | 24    |
| 12    | 30 a 34 | 12    |
| 8     | 25 a 29 | 8     |
| 16    | 20 a 24 | 0     |
| 12    | 15 a 19 | 4     |
| 12    | 10 a 14 | 16    |
| 24    | 5 a 9   | 12    |
| 12    | 0 a 4   | 0     |

## Economia
El 2007 la població en edat de treballar era de 274 persones, 228 eren actives i 46 eren inactives. De les 228 persones actives 212 estaven ocupades (105 homes i 107 dones) i 16 estaven aturades (8 homes i 8 dones). De les 46 persones inactives 24 estaven jubilades, 17 estaven estudiant i 5 estaven classificades com a «altres inactius».

### Ingressos
El 2009 a Larré hi havia 157 unitats fiscals que integraven 441 persones, la mediana anual d'ingressos fiscals per persona era de 19.594 €.

### Activitats econòmiques
Dels 12 establiments que hi havia el 2007, 2 eren d'empreses extractives, 6 d'empreses de construcció, 1 d'una empresa de comerç i reparació d'automòbils, 1 d'una empresa de transport, 1 d'una empresa de serveis i 1 d'una entitat de l'administració pública.
Dels 4 establiments de servei als particulars que hi havia el 2009, 2 eren paletes, 1 fusteria i 1 lampisteria.
L'any 2000 a Larré hi havia 15 explotacions agrícoles que ocupaven un total de 309 hectàrees.

## Equipaments sanitaris i escolars
El 2009 hi havia una escola elemental integrada dins d'un grup escolar amb les comunes properes formant una escola dispersa.

## Poblacions més properes
El següent diagrama mostra les poblacions més properes.